# Snålskjutsen
 (mai 2025).
Motif : Où sont les sources permettant de démontrer l'admissibilité de cette compagnie aérienne ?
- Archive Wikiwix
- Bing
- Cairn
- DuckDuckGo
- E. Universalis
- Gallica
- Google
- G. Books
- G. News
- G. Scholar
- Persée
- Qwant
- (zh) Baidu
- (ru) Yandex
- (wd) trouver des œuvres sur Wikidata

| 1. | Préciser le motif de la pose du bandeau. | Précisez le motif de la pose du bandeau en utilisant la syntaxe suivante : {{admissibilité à vérifier\|date=mai 2025\|motif=remplacez ce texte par le motif}}                     |
| 2. | Informer les utilisateurs concernés.     | Pensez à avertir le créateur de l'article, par exemple, en insérant le code ci-dessous sur sa page de discussion : {{subst:avertissement admissibilité à vérifier\|Snålskjutsen}} |

Snålskjutsen (code AITA : TF ; code OACI : SCW) était une compagnie aérienne suédoise à bas coûts, opérée par Malmö Aviation. Elle desservait notamment Nice et Göteborg, ce nom ne semble plus utilisé par la compagnie depuis 2006.